# Denticetopsis macilenta
Denticetopsis macilenta är en fiskart som först beskrevs av Eigenmann 1912.  Denticetopsis macilenta ingår i släktet Denticetopsis och familjen Cetopsidae. Inga underarter finns listade i Catalogue of Life.